# Reithrodontomys zacatecae
Reithrodontomys zacatecae é uma espécie de roedor da família Cricetidae.
Apenas pode ser encontrada no México.